# Шевцов, Илья Сергеевич
Илья́ Серге́евич Шевцо́в (укр. Ілля Сергійович Шевцов; род. 13 апреля 2000, Херсон) — украинский футболист, нападающий одесского «Черноморца». Сын футболиста и тренера Сергея Шевцова.

## Клубная карьера
Воспитанник херсонского «Кристалла». 22 июля 2015 года в 15-летнем возрасте дебютировал на профессиональном уровне, приняв участие в матче Кубка Украины против «Реал Фармы», в котором возглавляемый его отцом «Кристалл» одержал победу в серии пенальти. В 2017 году перешёл в «Шахтёр», где выступал за юношеский состав. В сезоне 2017/18 вместе с командой стал серебряным призёром чемпионата Украины среди юношеских команд. В 2018 году вернулся в «Кристалл».
В июле 2019 года подписал контракт с «Десной» сроком на 2 года. В сезоне 2019/20 регулярно проходил сборы с основной командой и выходил на поле в товарищеских матчах. Попадал в заявку на поединки 25-го и 28-го туров против «Шахтёра» и «Динамо», но на поле не выходил. Выступал за команду «Десны» U-21, в составе которой с 13 голами стал лучшим бомбардиром молодёжного чемпионата Украины. В частности, в одном из матчей молодёжного первенства Шевцов оформил пента-трик, забив пять мячей в ворота соперника. 19 сентября 2020 года дебютировал в Премьер-лиге, появившись на поле на 79-й минуте матча 3-го тура против «Ингульца» (1:1). 25 сентября 2020 года впервые сыграл в еврокубках, выйдя на замену в гостевом матче третьего квалификационного раунда Лиги Европы против «Вольфсбурга» (0:2).

## Карьера в сборной
В 2016—2017 годах выступал в составе юношеской сборной Украины (до 17 лет). В сентябре 2020 года получил вызов в молодёжную сборную Украины для подготовки к отборочным матчам чемпионата Европы среди молодёжных команд 2021 против Румынии и Северной Ирландии.

## Стиль игры
Быстрый и техничный футболист, может сыграть на позиции нападающего, вингера или атакующего полузащитника. Эффективен в скоростном футболе, обводке, игре один в один.

## Достижения
Командные
- Серебряный призёр чемпионата Украины среди юношеских команд: 2017/18

Личные
- Лучший бомбардир молодёжного чемпионата Украины: 2019/20